# یگان ۷۳۱
یگان ۷۳۱ (ژاپنی: 731部隊 هپبورن: Nana-san-ichi Butai) یک یگان محرمانهٔ تحقیقات و توسعهٔ سلاح‌های میکروبی و شیمیایی در ارتش امپراتوری ژاپن بود که آزمایش‌های اجباری مرگباری بر روی افراد زنده در جنگ دوم چین و ژاپن (۱۹۴۵–۱۹۳۷) و در دورانِ جنگ جهانی دوم انجام داد. این یگان نظامی، مسئولِ انجامِ برخی از وحشتناک‌ترین جنایات جنگی ژاپن بود. یگان ۷۳۱ در محلهٔ «پینگ‌فانگ» شهرِ هاربین (مرکزِ استانِ هیلونگ‌جیانگ فعلی) واقع شده بود که در آن هنگام، بزرگترین شهرِ دولت دست‌نشاندهٔ مانچوکوئو بود.
نام رسمیِ این واحد نظامی، «دایرهٔ پیشگیری بیماری‌های اپیدمیک و تصفیهٔ آبِ ارتش کوانتونگ» بود. یگان ۷۳۱، در آغاز توسط پلیس نظامیِ ارتش امپراتوری ژاپن ایجاد شده بود، اما تا پایان جنگ، تحتِ فرمان و در اختیارِ «سپهبد شیرو ایشی»، یکی از افسران عالی‌رتبهٔ ارتش کوانتونگ بود. تسهیلات مذکور، مابین سال‌های ۱۹۳۴ تا ۱۹۳۹ ساخته شد، اما نامِ «یگان ۷۳۱» در سال ۱۹۴۱ بر آن نهاده شد.
تنها در کمپ «پینگ‌فانگ»، بین ۳٬۰۰۰ تا ۲۵۰٬۰۰۰ نفر مشتمل بر مرد، زن و کودک در جریان این آزمایش‌های پزشکی، جانِ خود را از دست دادند که از این تعداد، حدود ۶۰۰ نفر در سال، توسطِ پلیس نظامیِ ارتش امپراتوری ژاپن تأمین می‌شد. این تعداد جان‌باخته، جدایِ قربانیانی است که در مکان‌های دیگر، آزمایش‌های بیولوژیک همچون «واحد ۱۰۰» کشته شدند.
کهنه‌سربازانِ شاغل در واحد ۷۳۱، شهادت دادند که بیشتر قربانیان آنها، چینی، کره‌ای و مغول بودند. در حدود ۷۰٪ کشته‌شدگان، کمپ «پینگ‌فانگ»، اسرای جنگی و شهروندان عادی چینی بودند. نزدیک به ۳۰ تن از قربانیان، روس بودند. تعداد دیگری نیز از سایر کشورهای جنوب شرقی آسیا، جزایر کوچک اقیانوس آرام و مستعمرات کوچک امپراتوری ژاپن و اسرای جنگیِ متفقین بودند. واحد ۷۳۱، تا پایان جنگ جهانی دوم، حمایتِ همه‌جانبه‌ای از سوی دولت ژاپن در اختیار داشت.
محققانِ درگیر در واحد ۷۳۱، به جای آنکه به‌دلیل جنایات جنگی‌شان محاکمه شوند، در ازایِ افشایِ تجربیات و نتایج تحقیقاتشان بر روی انسان، از سوی دولت ایالات متحده آمریکا مصونیت قضایی یافتند. برخی از آن‌ها که توسط نیروهای ارتش سرخ اتحاد جماهیر سوسیالیستی شوروی دستگیر شده بودند، در سال ۱۹۴۹ میلادی در «دادگاه جنایات جنگی خاباروفسک» محاکمه شدند. آمریکایی‌ها، محققان مزبور را محاکمه نکردند تا از اطلاعات و تجربیات آنان، در «برنامهٔ سلاح‌های میکروبی خودشان» استفاده کنند. با مداخلهٔ ارتشبد داگلاس مک‌آرتور در ۶ مه ۱۹۴۷، مقرر شد، توافق مذکور با شیرو ایشی و همکارانش، مخفیانه و در سطح سازمان اطلاعات و امنیت باقی بماند و اعمال آنها، به عنوان جنایات جنگی، علیه‌شان استفاده نشود. از آن پس، گزارش‌ها و روایات مربوط به این جنایت‌ها را در غرب، نادیده انگاشته و رد کردند و آن را پروپاگاندای کمونیست‌ها جلوه دادند.

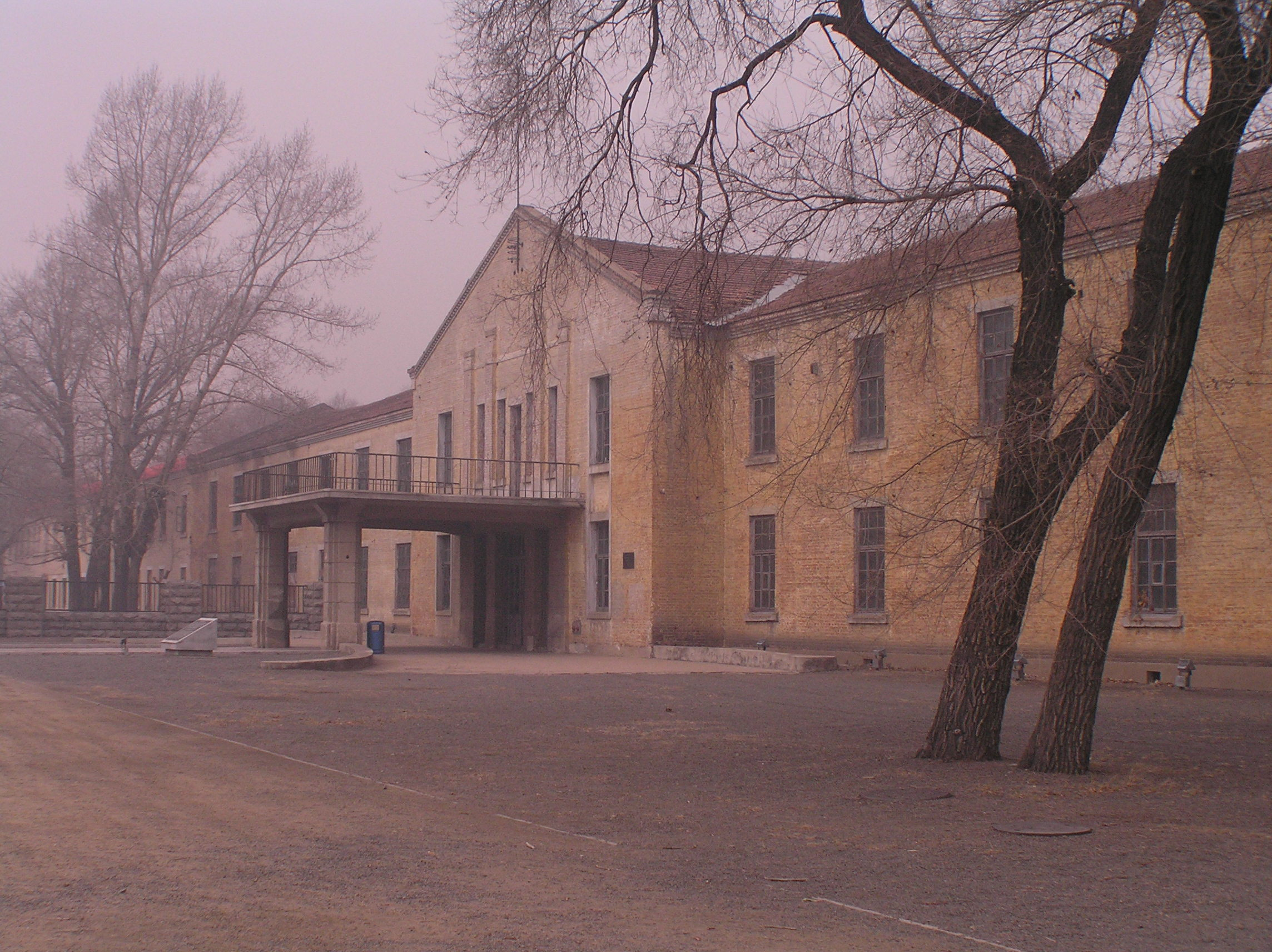
یکی از ساختمان‌های مرکز تحقیقات سلاح‌های بیولوژیک متعلق به «واحد ۷۳۱» در شهر هاربین

## شکل‌گیری
در سال ۱۹۳۲، «سپهبد شیرو ایشی»، پزشک و افسر ارشد ارتش ژاپن که از سوی سادائو آراکی (وزیر جنگ ژاپن) پشتیبانی می‌شد، به سِمَتِ فرماندهٔ «آزمایشگاه تحقیقات برای پیشگیری‌های بیماری‌های اپیدمیک ارتش» منصوب شد. وی یک تیم تحقیقاتی محرمانه به نام «واحد توگو» تشکیل داد تا آزمایش‌های شیمیایی و میکروبی گوناگونی در منچوری انجام دهد. پیش‌تر و در سال ۱۹۳۲ میلادی، ایشی به‌دنبال یک سفر ۲ ساله به غرب، پیشنهاد تشکیل یک واحد تحقیقاتی میکروبی و شیمیایی را داده بود و می‌گفت که قدرت‌های غربی نیز، چنین واحدهایی را در ارتش خود دارند. یکی از حامیان پرنفوذِ ایشی در این مورد، سرهنگ «چیکاهیتو کوئیزومی» بود که بعدها، طی سال‌های ۱۹۴۱ تا ۱۹۴۵، «وزیر بهداشت، کار و رفاه ژاپن» شد. «کوئیزومی» یک کمیتهٔ مخفی تحقیقات گازهای سمی در دوران جنگ جهانی اول در سال ۱۹۱۵، تشکیل داده بود. آن‌ها تحتِ تأثیر موفقیت نیروهای آلمانی در استفاده از «گاز کلر» در جریان «نبرد دوم ایپر» (در منطقهٔ فلاندر بلژیک) واقع شده بودند که طی آن، ۱۵٬۰۰۰ سرباز از کشورهای تفاهم مثلث کشته و مجروح شدند.
«واحد توگو» در «قلعهٔ نظامی ژونگما» قرار داشت که یک زندان/کمپ آزمایشگاهی در روستای «بئینخه» در ۱۰۰ کیلومتری جنوب هاربین و در کنار «خط راه‌آهن منچوری جنوبی» بود. یک واقعهٔ فرار از زندان در پائیز ۱۹۳۴ و بعدها، یک انفجار در سال ۱۹۳۵ (که تصور می‌شد یک حمله باشد)، باعث شد تا «ایشی» تصمیم بگیرد «قلعهٔ نظامی ژونگما» را تعطیل کند. او اجازه یافت به «پینگ‌فانگ» در ۲۴ کیلومتری جنوب هاربین برود و تأسیساتی به مراتب بزرگ‌تر، در آنجا برپا کند.
در سال ۱۹۳۶، هیروهیتو با یک فرمان سلطنتی، دستور داد تا این واحد تحقیقاتی، گسترش یافته و تحتِ عنوانِ «دایرهٔ پیشگیری بیماری‌های اپیدمیک» در «ارتش کوانتونگ» ادغام شود. این واحد تحقیقاتی به دو زیرگروه با نام‌های «واحد ایشی» و «واحد واکاماتسو» تقسیم شد که واحد اخیر در «شینگ‌کینگ» (چانگچون کنونی) واقع شده بود. از اوت ۱۹۴۰ میلادی، تمامی این واحدهای تحقیقاتی را «دایرهٔ پیشگیری بیماری‌های اپیدمیک و تصفیهٔ آبِ ارتش کوانتونگ» نام نهادند و به اختصار به آن، «واحد ۷۳۱» گفتند. علاوه بر تشکیلات واحد ۷۳۱، این فرمان سلطنتی، خواستار ایجاد یک واحدِ تولید جنگ‌افزارهای بیولوژیک دیگر به‌نام «کارگاه ارتش کوانتونگ برای پیشگیری از بیماری‌های اپیدمیک اسب» (بعدها واحد ۱۰۰ منچوری) و همچنین یک واحد تولید سلاح‌های شیمیایی به‌نام «دایرهٔ آزمایش‌های فنی ارتش کوانتونگ» (بعدها واحد ۵۱۶ منچوری) شد. پس از استیلای سرتاسری ژاپنی‌ها بر چین، واحدهای جنگ‌افزاری شیمیایی و بیولوژیک مشابهی در شهرهای بزرگ چین شکل گرفت و همگی‌شان با عنوان «واحدهای پیشگیری بیماری‌های اپیدمیک و تهیه آب» شناخته می‌شدند. برخی واحدهای تفکیکی عبارت بودند از: واحد ۱۸۵۵ در پکن، واحد ۱۶۴۴ در نانجینگ، واحد ۸۶۰۴ در گوانگ‌ژو و بعدها واحد ۹۴۲۰ در سنگاپور. مجموعهٔ همهٔ این واحدها شبکهٔ ایشی را تشکیل می‌داد و در اوج دوران فعالیت‌شان در سال ۱۹۳۹ میلادی، بیش از ۱۰٬۰۰۰ پرسنل داشت.

## فعالیت‌ها

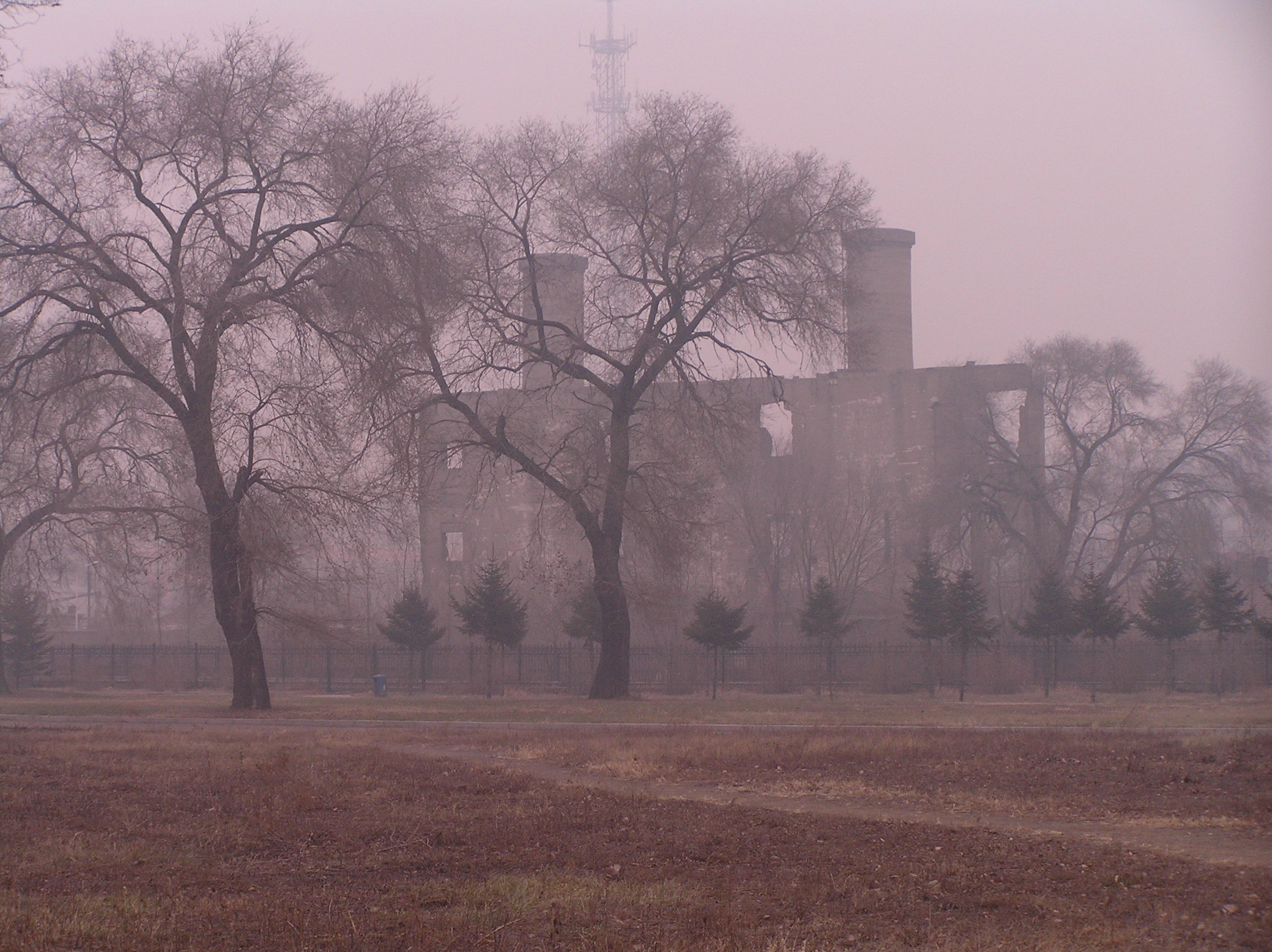
ویرانه‌های یک ساختمان حاوی دیگ‌های جوشاننده

در یکی از این پروژه‌های تحقیقاتی با نام رمز «ماروتا»، انسان‌ها را تحت آزمایش‌های گوناگون قرار می‌دادند. این افراد را از مردم همان منطقه انتخاب می‌کردند و به آن‌ها «الوار» می‌گفتند و مثلاً می‌گفتند «امروز چندتا الوار بریده شد؟». این واژه را کارکنان واحد ۷۳۱ به طنز درست کرده بودند، چرا که مردم عادی تصور می‌کردند در این تأسیسات، ماشین‌آلات اره‌کشی، چوب‌بری و الوارسازی وجود دارد. اما بنا به اظهارات یک کارگر عادی این مجموعه که از ماهیت واقعی آن خبردار نبود، این پروژه را کارکنان داخلی‌اش، «هولتسکلوتس» می‌نامیدند که در زبان آلمانی به معنی «الوار» است. به همین موازات، اجساد افراد «قربانی‌شده» را می‌سوزاندند تا از شرش خلاص شوند. پژوهشگران واحد ۷۳۱ برخی از نتایج تحقیقات‌شان را در ژورنال‌های دانشگاهی دارای مرور داوری به چاپ می‌رساندند و آن را به گونه‌ای می‌نگاشتند که گویی بر روی پستانداران غیر انسان موسوم به «میمون‌های منچوری» یا «میمون‌های دم‌دراز» انجام شده‌است.
افراد تحت آزمایش را به‌گونه‌ای انتخاب می‌کردند که نماینده‌ای از همهٔ طبقات اجتماعی باشند از جمله مجرمان، راهزنان به دام افتاده، پارتیزان‌های ضد ژاپن، زندانیان سیاسی و مردم عادی که به جرم «فعالیت‌های مشکوک» توسط «کمپئیتای» (پلیس نظامی ژاپن) دستگیر می‌شدند. حتی شیرخواران، افراد مسن و زنان حامله هم در میان این افراد دیده می‌شدند. اعضای این واحد نظامی را حدود ۳۰۰ پژوهش‌گر شامل پزشکان و میکروب‌شناسان تشکیل می‌دادند که بیشترشان ژاپنی و برخی کره‌ای و چینی بودند. بسیاری از این افراد را قبلاً با انجام آزمایش بر روی مدل‌های جانوری، نسبت به انجام چنین پژوهش‌های ناخوشایندی بی‌تفاوت کرده و عادت می‌دادند.

### زنده‌شکافی
زندانیان، از جمله یک اسیر جنگی آمریکایی را بدون انجام بیهوشی، زنده‌شکافی می‌کردند. ابتدا آن‌ها را با میکروب‌های گوناگون آلوده می‌کردند و سپس بدن‌شان را می‌شکافتند و اعضاء داخلی بدن را خارج می‌کردند تا اثر بیماری‌ها را بر روی آن‌ها بررسی کنند. این کار را بر روی افراد زنده انجام می‌دادند؛ چراکه تصور می‌شد پس از مرگ، فرایند تجزیه جسد، نتیجه تحقیقات را دگرگون خواهد کرد. این زندانیان شامل مردان، زنان، کودکان، شیرخواران و زنان بارداری می‌شد که توسط جراحان ژاپنی، وادار به حاملگی اجباری شده بودند.
دست و پای زندانیان را قطع می‌کردند تا اثرات ازدست‌رفتن خون را بررسی کنند. اندام‌های بریده‌شده را گاهی به سمت مخالف بدن، پیوند می‌زدند. اندام برخی زندانیان را منجمد کرده و سپس قطع می‌کردند. گاهی هم، اندام را منجمد کرده و سپس آن را گرم کرده و یخش را آب می‌کردند تا اثرات قانقاریای (سیاه‌مردگیِ) درمان‌نشده را بررسی کنند. در برخی زندانیان، معده را بریدند و مری را مستقیماً به رودهٔ کوچک وصل کردند. در برخی دیگر، بخش‌هایی از مغز، ریه‌ها، کبد (جگر) و غیره را بریده و جدا کردند.
«کن یوآسا» (جراح ارتش ژاپن در جنگ جهانی دوم) اظهار داشت که زنده‌شکافی انسان‌ها (که بیشتر کمونیست‌های چین بودند)، حتی بیرون از «واحد ۷۳۱» هم رواج داشت و دست‌کم ۱۰۰۰ نفر در چین، تحت چنین اعمالی قرار گرفتند.

### آزمایش جنگ‌افزارهای بیولوژیک
زندانیان را تحتِ عنوانِ دروغینِ واکسیناسیون، با میکروب‌های بیماری‌های مختلف تلقیح و مایه‌کوبی می‌کردند تا اثرات را بررسی کنند. برای تحقیق دربارهٔ بیماری‌های آمیزشی، زندانیان مرد و زن را تعمداً به میکروب سیفلیس و سوزاک آلوده می‌کردند و آن‌ها را تحتِ نظر می‌گرفتند. همچنین زندانیان، مکرراً توسط زندان‌بانان مورد تجاوز واقع می‌شدند.
کَک‌های ناقلِ طاعون، لباس‌های آلوده و آذوقهٔ آلوده را در بمب‌های ویژه‌ای قرار داده و بر روی اهداف خاصی می‌انداختند. در اثرِ طاعون، وبا و سیاه‌زخم حاصله، در حدود ۴۰۰٬۰۰۰ شهروند چینی جان باختند. بیماری تولارمی هم از جمله بیماری‌هایی بود که بر روی شهروندان عادی چینی آزموده شد.
واحد ۷۳۱ و واحدهای تابعهٔ آن (واحد ۱۶۴۴، واحد ۱۰۰ و غیره) در تحقیق، توسعه و گسترشِ تجربی جنگ‌افزارهای ایجادکنندهٔ بیماری‌های همه‌گیر، در میان شهروندان نظامی و غیرنظامی چینی دخالت داشتند. کَک‌های ناقلِ طاعون را با استفاده از هواپیماهایی که در ارتفاع کم پرواز می‌کردند، بر روی شهرهای چینی نانگبو (در سال ۱۹۴۰)، چانگدی در استان هونان (در سال ۱۹۴۱) پخش کردند و هزاران نفر در اثر همه‌گیریِ طاعون خیارکی جان باختند.
احتمال دارد که روش‌ها و اهداف واحد ۷۳۱ در اندونزی هم بکار گرفته شده باشد؛ جایی که یک آزمایش تجربی ناموفق جهت تأیید نوعی واکسن کزاز اجرا شد.

### آزمایش یخ‌زدگی
برخی ژاپنی‌ها توجیه می‌کنند که آزمایش‌های آنان که منجر به «کشفِ شیوه‌های درمانی جدیدی در یخ‌زدگی» شد، در اصل توسط تجربیاتِ بدست‌آمده از آزمایش‌های انسانی «واحد ۷۳۱» امکان‌پذیر گردید. در آن دوران، ژاپن خود را برای جنگ قریب‌الوقوع با اتحاد جماهیر سوسیالیستی شوروی آماده می‌کرد و «این بدان معنا بود که ارتش ژاپن باید خود را برای وقوع یخ‌زدگی در تعداد بی‌شماری از سربازانش آماده می‌ساخت». فیزیولوژیستِ ژاپنی «یوشیمورا هیساتو»، آزمایش‌های گوناگونی را در این زمینه انجام داد. او اسرا را به محیط سردِ بیرون برده، اعضاء مختلف بدن را درون آب فروکرده و صبر می‌کرد تا یخ بزنند. وقتی انجماد صورت می‌پذیرفت، و این انجماد - آنگونه که بعدها یک افسر ژاپنی اعتراف کرد، از طریق زدن یک تکه چوب کوچک بر روی عضوِ منجمد شده و شنیدن صدایی شبیه به کوبیدن چوب بر روی یک تخته‌چوب شناسایی و تأیید می‌شد - یخِ روی آن را می‌تراشید و رویش آب می‌ریخت. تأثیر آب ریخته‌شده با حرارت‌های گوناگون را با کتک زدن بیمار با استفاده از چماق بررسی می‌کردند تا ببیند هنوز جایی از بیمار یخ‌زده باقی‌مانده یا خیر. شیوه‌های وحشتناکی از این آزمایش‌های را به طرق مختلف روی اسرا پیاده می‌کردند. به‌هرحال، بهترین روش درمانِ یخ‌زدگی که امروزه هم بکار می‌رود، فروکردن اندام یخ‌زده در آب ۵۰–۳۸ درجه بود. این روش جدید، با روش قدیمی و منسوخِ «مالش نواحی مبتلا» تفاوتِ اساسی داشت. هدف و مقصود از انجامِ این تحقیقات، ناشی از تجربیاتِ تلخِ سایر قدرت‌های استعماری در حمله به روسیه بود.

### سیفلیس
در میان تمامیِ بیماری‌های آمیزشی، هیچ‌یک به اندازهٔ سیفلیس اهمیت نداشت. پیدا کردن روشی برای درمان و توانبخشی سربازانِ مبتلا که «شیوع سیفلیس در آنان به واسطه تجاوز سیستماتیک به زنان و استفاده گسترده از بردگان جنسی بسیار زیاد بود»، حیاتی و ضروری بود. با این حال، با آنکه سرمِ آلوده‌کننده به بیماری‌های سل، آبله مرغان و سایر عوامل بیماری‌زای مُسری به‌آسانی تولید می‌شد، سیفلیس را نمی‌توانستند به راحتی و از طریق تزریق ایجاد کنند. از این رو، پزشکان با ترتیب دادنِ سکس‌های اجباری، زندانیان مبتلا به سیفلیس را وامی‌داشتند تا به زندانیان غیرمبتلا تجاوز کنند. به اعتراف یک زندان‌بان دربارهٔ تدابیر بکار رفته در انتقال سیفلیس در میان بیماران توجه کنید:

«محققان، روش ایجادِ آلودگی به بیماری‌های آمیزشی توسط تزریق را رها کرده و زندانیان را وادار به نزدیکی جنسی با یکدیگر می‌نمودند. چهار یا پنج پرسنل، لباس‌های سفیدی به تن می‌کردند که همهٔ بدن را می‌پوشاند و تنها چشم‌ها و دهان پیدا بود و اینها بودند که مسئولِ انجامِ آزمایش‌ها بودند. اینها یک زندانی مرد و یک زندانی زن را می‌آورند که یکی از آن‌ها مبتلا به سیفلیس بود و سپس، آن دو را وادار به نزدیکی جنسی می‌کردند و همه می‌دانستند که هرکدام‌شان مقاومت کند، با گلوله کشته خواهد شد.»

در اعتراف یادشده، یک نکته مهم وجود دارد. افرادی که این سکس اجباری را ترتیب می‌دادند خودشان از ملزومات جانبیِ این آزمایش‌ها بودند. ملبس به لباس‌های سفیدی که تنها چشمان و دهان‌شان مشخص است، در این اعتراف، بر حضور و سلطهٔ شخصی آن‌ها در این عمل، تأکید نشده؛ بلکه آن‌ها نظارت داشتند که عمل نزدیکی، حتی بالاجبار، انجام پذیرد و در صورت خودداری از پذیرش این کار، پیامدهای خطرناکی در انتظار زندانیان بود. این حضور ضمنی آنان در صحنه، بسیار متفاوت از خشونت‌های مستقیمی بود که در برخی اعترافات قربانیان ذکر شده‌است و کمی بعد به آن‌ها اشاره خواهد شد. این وقایع، بخشی از یک آزمایش پزشکی بود، اما خود اینان، در سوء استفادهٔ مستقیم جنسی از محکومان نقشی نداشتند.
پس از آنکه قربانیان آلوده می‌شدند، آن‌ها را در مراحل گوناگون عفونت، زنده‌شکافی می‌کردند تا پیشرفت بیماری و اثرات آن را بر احشاء داخلی و اندام بیرونی بدن مشاهده کنند. آنچه بیشتر باعث سردرگمی می‌شود این است که در برخی اعترافاتِ زندان‌بانان، زنان را به روشنی، میزبانِ عفونت میکروبی سیفلیس قلمداد کرده‌اند، حتی با آنکه می‌دانستند، خودِ این زنان، با زور و اجبار مبتلا به سیفلیس شده بودند. نگهبانان زندان، اعضاء تناسلی زنان مبتلا به سیفلیس را «نونِ مربادار» می‌نامیدند.
به غیر از اثرات سیفلیس در بالغین، پزشکان واحد ۷۳۱ می‌خواستند بدانند که عوامل بیماری‌زا چه تأثیری بر خردسالان دارند. یک پرسنل «سپاه جوانان» که در واحد ۷۳۱ آموزش می‌دید، به خاطر می‌آورد که یک گروه از افرادی را که قرار بود تحت آزمایش‌های سیفلیسی قرار بگیرند، دیده‌است. «یک زن چینی با شیرخوارش و یک زن سفیدپوست روسی با یک دخترک چهار یا پنج ساله». این کودکان، به همان روشی که والدین‌شان آزمایش می‌شدند، تحت آزمایش قرار می‌گرفتند، که البته تأکید؛ بیشتر بر آن بود که طولانی‌بودنِ زمان درگیری با عفونت، چه تأثیری بر اثربخشی درمان‌ها دارد. کوتاه آنکه، تعدادی از کودکانی که در درون حصارهای این مرکز نظامی بزرگ شدند، به سیفیلیس مبتلا شدند.

### تجاوز جنسی و بارداری اجباری
زنان زندانی در این مرکز را وادار می‌کردند که برای مقاصد تحقیقاتی باردار شوند. به ویژه برایشان مهم بود که احتمالِ انتقال مستقیم از مادر به جنین، در دوران بارداری بررسی شود؛ مخصوصاً دربارهٔ بیماری سیفلیس که تصور می‌شد بر باروری تأثیر داشته باشد. برای محققان واحد ۷۳۱ بسیار جالب بود که بدانند سیفلیس بر اعضای جنسی زنان چه تأثیری دارد و آیا جنین زنده می‌ماند یا خیر. با آنکه تعداد زیادی از نوزادان در اسارت به دنیا آمدند، هیچ مدرکی دالِ بر زنده بیرون آمدن زندانیان این مرکز، حتی کودکان، وجود ندارد. گمان می‌رود که زنان و کودکانِ زندانی را کشتند و حاملگی‌ها را [با سقط] پایان دادند.
مردان زندانی را بیشتر در آزمایش‌های منفرد بکار می‌برند تا سایر متغیرها، بر روی نتایج آزمایش اثر منفی نگذارد. اما زنانِ زندانی را در آزمایش‌های میکروبی، جسمی و جنسی بکار می‌برند و از آن‌ها به عنوان بردگان جنسی استفاده می‌کردند. اعترافات زیر که مربوط به یکی از پرسنل نگهبانی واحد ۷۳۱ است، حقیقت ماجرا را به تصویر می‌کشد:

«یکی از پرسنل پیشین مرکز به من گفت که قرار بود طبق برنامه، یک آزمایش انسانی انجام دهند، اما هنوز تا شروع آن، کمی زمان باقی بود. برای گذراندن وقت، با یکی از همکارانش، کلید را برداشته و به محل حبس زندانیان رفتند. در یکی از سلول‌ها، یک زن چینی بود. یکی از آنها، به زن مذکور تجاوز کرد. سپس درب سلول دیگری را گشودند. در آنجا، زن چینی دیگری بود که قبلاً برای آزمایش یخ‌زدگی استفاده شده بود و در این راه، تعدادی از انگشتانش را از دست داده بود و به دلیل قانقاریا، استخوان اندامش سیاه شده بود. وی تصمیم داشته که به آن زن هم تجاوز کند، اما متوجه می‌شود که از اندام تناسلیِ زن، چرک بیرون می‌زند. در نتیجه از تصمیمش منصرف شده، درب را قفل کرده و برمی گردند تا به کارشان برسند.»

### آزمایش‌های تسلیحاتی
از اسرا برای آزمایش انفجار نارنجک در فواصل مختلف آن‌ها استفاده می‌شد. شعله‌افکن‌ها را روی انسان‌های زنده آزمایش می‌کردند. زندانیان را به تیرک‌هایی می‌بستند و از آن‌ها به عنوان اهدافی برای بمب‌های میکروبی، شیمیایی و انفجاری استفاده می‌کردند.

### آزمایش‌های دیگر
برخی زندانیان را از آب و غذا محروم می‌کردند تا ببیند چقدر زنده می‌مانند. برخی دیگر را در اتاقک‌های پُرفشار قرار می‌دادند تا بمیرند و بعد بررسی کنند که ارتباط دما، سوختگی‌ها و زنده‌ماندن انسان چگونه است. اسرا را در داخل دستگاه‌های سانتریفوژ و تا دمِ مرگ می‌چرخاندند. تزریق خون حیوانات به انسان، تشعشع مقادیر مرگبار اشعه ایکس، در معرضِ مواد شیمیایی قراردادن در داخل اتاقک‌های گاز، تزریق آب دریا به افراد (برای آنکه ببیند آب دریا می‌تواند جایگزینی برای سرم نرمال سالین باشد یا خیر)، زنده‌زنده سوزاندن و زنده‌به‌گور کردن، از دیگر آزمایش‌های این واحد پزشکیِ نظامی بود.

## سلاح‌های میکروبی

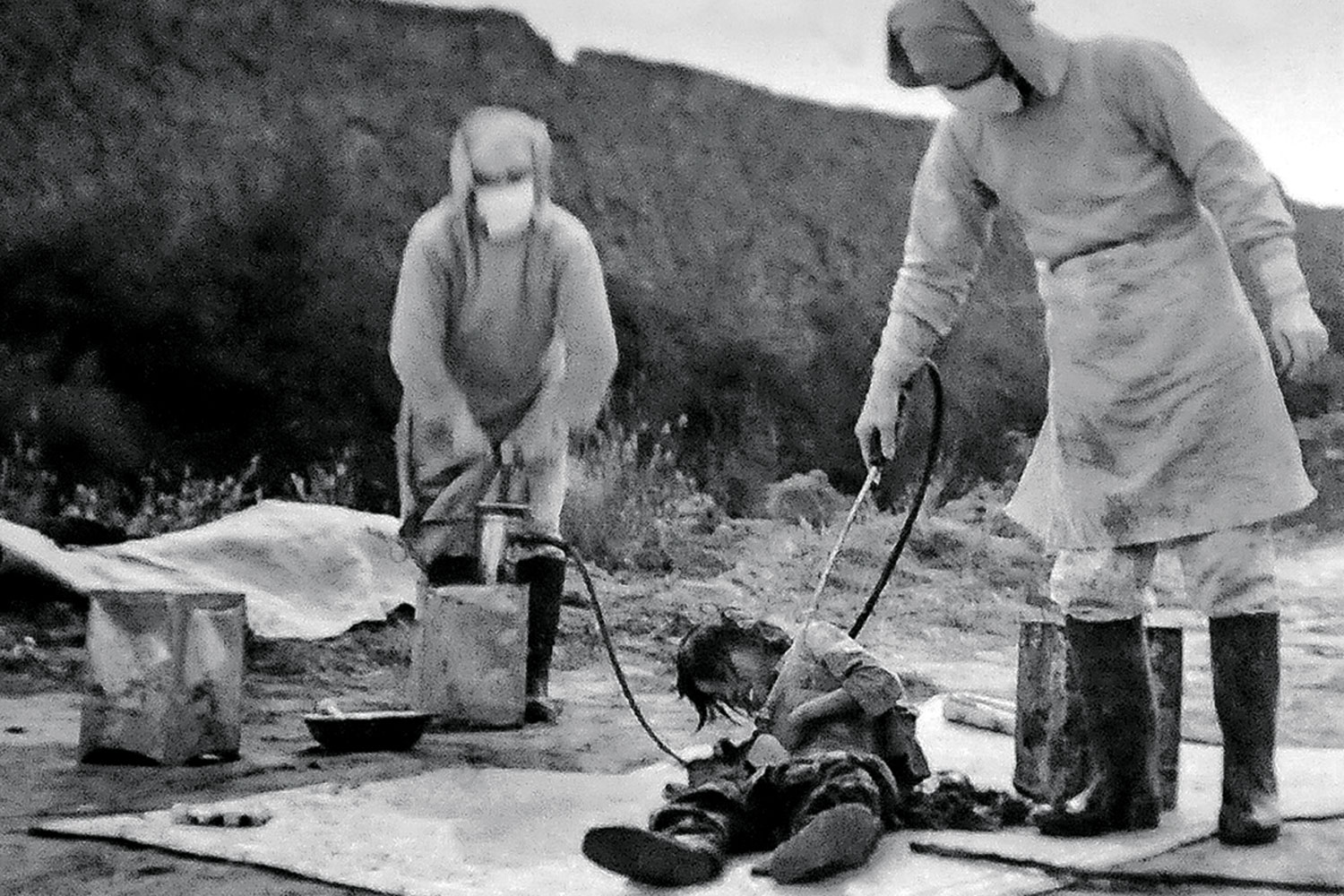
یکی از قربانیانِ مجهول‌الهویه آزمایش‌های واحد ۷۳۱

محققان ژاپنی، آزمایش‌هایی بر روی زندانیان با استفاده از میکروب‌های طاعون، وبا، آبله مرغان، بوتولیسم و غیره انجام دادند. این تحقیقات منجر به تولید «بمب‌های برگ‌ریزان باسیلی» و «بمب‌های حاوی کَک» شد که برای گسترش «طاعون خیارکی» در شهرهای چین بکار گرفته شد. پوستهٔ برخی از این بمب‌ها را در سال ۱۹۳۸، بنا به پیشنهاد «شیرو ایشی»، از جنس سرامیک ساخته بودند.
این بمب‌ها، نیروهای ژاپنی را قادر می‌ساخت تا سیاه‌زخم، وبا، حصبه، اسهال خونی و کک‌های ناقل طاعون و سایر بیماری‌های مرگبار را، بر روی محصولات کشاورزی، چاه‌ها، مخازن آب و سایر مناطق پخش کنند. در زمان انجام این آزمایش‌ها، محققان لباس‌های مخصوص محافظتی می‌پوشیدند و قربانیان را در حینِ جان دادن نظاره و بررسی می‌کردند. غذاها و آذوقه‌های آلوده را با هواپیما در مناطق غیراشغالی چین می‌انداختند و خوراکی‌ها و تنقلات مسموم را بین افراد عادی پخش می‌کردند و نتیجه را، بررسی می‌کردند.
در سال ۲۰۰۲ میلادی، شهر چانگدی چین که از کک‌های بیماری‌زا در آن پخش شده بود، میزبانِ یک «نشست بین‌المللی جنایات جنگی با تسلیحات میکروبی» بود که در آن تخمین زده شد در جریان آن حملات، ۵۸۰۰۰۰ نفر از ساکنان آن کشته شدند. مورخ معاصر «شلدون هریس» اظهار داشته‌است که تعداد کشته‌شدگان، ۲۰۰۰۰۰ نفر بود. علاوه بر شهروندان چینی، ۱۷۰۰ ژاپنی در استان چجیانگ چین هنگام به‌کارگیری و آزمایشِ سلاح‌های میکروبی خود کشته شدند و این موضوع، مشکلات جدی و مهمی را که در نحوهٔ کاربرد سلاح و پراکندن میکروب‌ها وجود دارد، نشان می‌داد.
در ماه‌های پایانی جنگ جهانی دوم، نقشهٔ حملهٔ میکروبی به شهر سن دیگو در ایالت کالیفرنیای آمریکا با استفاده از هواپیماهای کامی‌کازه، طرح‌ریزی شد. (عملیات شکوفه‌های گیلاس در شب) و قرار بود این عملیات در ۲۲ سپتامبر ۱۹۴۵ انجام شود، اما ژاپن ۵ هفته قبل از اجرای آن، تسلیم شد.

## قربانیان/زندانیان
بنا به گفتهٔ «اَن شارپ ولز» در کتابش «از سیر تا پیاز جنگ جهانی دوم؛ نبرد علیه ژاپن» بیشتر قربانیان، چینی (از جمله آن‌هایی که به اتهام اوباش‌گری یا کمونیست بودن دستگیرشده بودند)، کره‌ای و روس بودند، گرچه ممکن است اُسرای اروپایی، آمریکایی و استرالیایی نیز در میانشان بوده باشند.
اعضای ژاپنی واحد ۷۳۱ شهادت دادند که بیشتر قربانیانی که بر رویشان آزمایش شد، چینی بودند و درصد کمی هم از اهالی شوروی، مغولستان، کره و همچنین تعداد اندکی از اُسرای جنگی متفقین بودند.
حدود ۷۰ درصد از کشته‌شدگان کمپ پینگ‌فانگ چینی (شهروندان عادی و نیروهای نظامی) و نزدیک به ۳۰ درصدشان از شوروی بودند. بقیه از ساکنان جزایر اقیانوس آرام و آسیای جنوب شرقی، در دروان استیلای امپراتوری ژاپن و اندکی نیز از اُسرای جنگی متفقین بودند.
رابرت پیتی (۱۹۸۹–۱۹۰۳) از نیروی دریایی ارتش سلطنتی، یکی از درجه‌داران ارشد متفقین بود که در این ایام، دفترچه خاطراتی مخفی داشت. نسخه‌ای از خاطرات کامل او در بایگانی‌های دفتر ملی بایگانی و مدارک آمریکا نگهداری می‌شود. خلاصه‌ای از این خاطرات در آرشیو ملی بریتانیا در لندن موجود است. موزه سلطنتی جنگ با وی گفتگویی در سال ۱۹۸۱ میلادی انجام داده‌است که نسخهٔ صوتی آن در بایگانی این موزه نگهداری می‌شود.

## پرسنل مشهور
- سپهبد شیرو ایشی

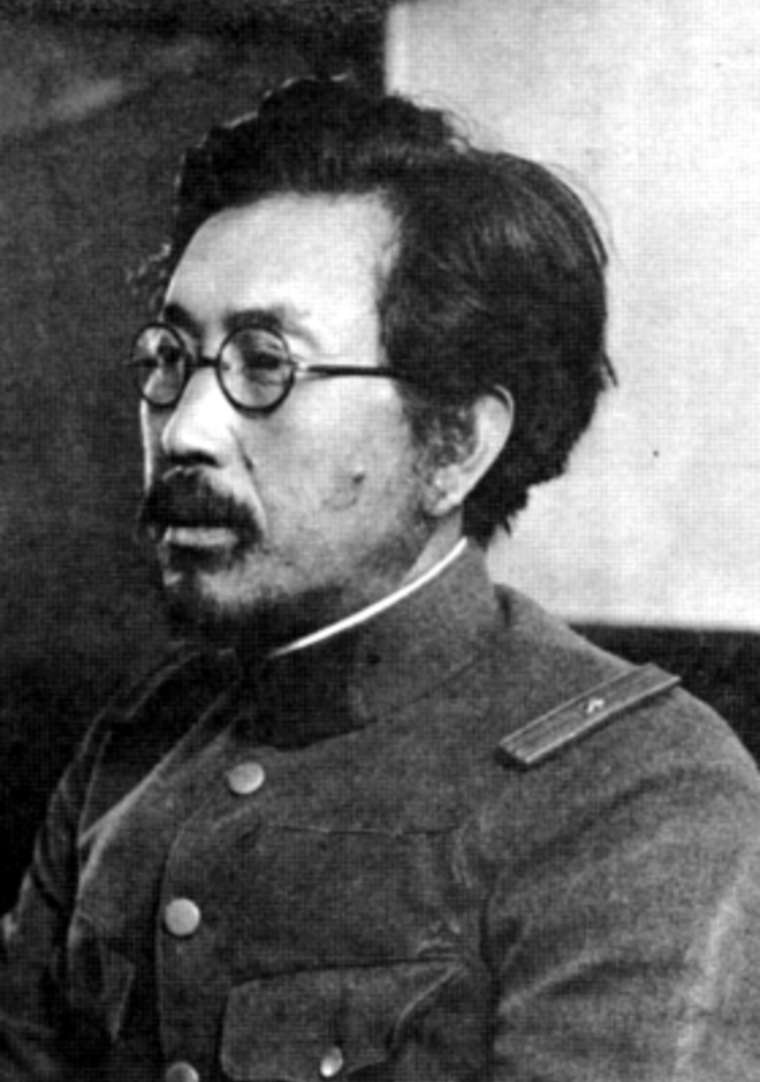
شیرو ایشی، فرماندهٔ واحد ۷۳۱

- سرهنگ‌دوم «ریوئیچی نائیتو»، بنیان‌گذار شرکت دارویی صلیب سبز
- سپهبد ماساجی کیتانو
- یوشیو شینوزوکو
- یاسوجی کانه‌کو

## لشکرها
واحد ۷۳۱، به ۸ لشکر تقسیم می‌شد:
- لشکر ۱: تحقیقات دربارهٔ طاعون، وبا، سیاه‌زخم، حصبه و سل با استفاده از نمونه‌های آزمایشگاهی انسانی. برای همین منظور، زندانی ساختند که گنجایش سیصد تا چهارصد نفر را داشت.
- لشکر ۲: تحقیقات میدانی بر روی سلاحای بیولوژیک، به ویژه تولید سلاح‌هایی که بتوان با آن میکروب‌ها را پخش کرد.
- لشکر ۳: طراحی و تولید پوستهٔ بمب‌های بیولوژیک؛ مستقر در هاربین
- لشکر ۴: تولید انبوه باکتری و ذخیره‌سازی آنها[۶۰]
- لشکر ۵: آموزش پرسنل
- لشکرهای ۶ تا ۸: واحدهای پزشکی، تجهیزات و اداری-اجرایی

## ساختمان‌ها و مراکز استقرار

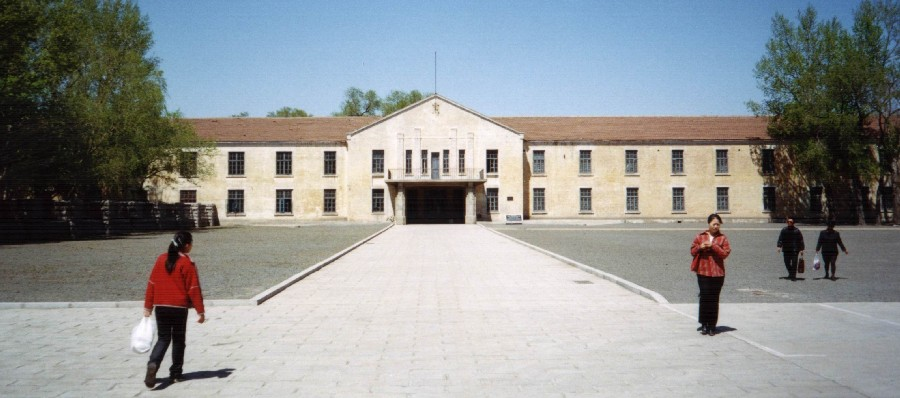
مرکز تسلیحات بیولوژیک در هاربین، امروزه برای برای بازدید عموم باز است.

مجتمع اصلی واحد ۷۳۱، شاملِ ۱۵۰ مجموعه‌ساختمان در ۶ کیلومترمربع بود. طراحی ساختمان‌ها به‌گونه‌ای بود که تخریب آن با بمباران هوایی دشوار بود. این مجتمع عظیم، چندین کارخانه نیز در درون خود داشت. ۴۵۰۰ ظرفِ پرورشِ کک، ۶ مخزنِ بزرگِ تولید مواد شیمیایی و ۱۸۰۰ ظرفِ تولیدِ عوامل میکروبی در این مرکز وجود داشت و می‌توانستند ظرف چند روز، ۳۰ کیلوگرم باکتری ایجادکننده «طاعون خیارکی» تولید کنند. برخی ساختمان‌های اقماری واحد ۷۳۱ امروزه برای مقاصد صنعتی استفاده می‌شود. برخی دیگر هم مبدل به «موزهٔ جنایات جنگی» شده و برای بازدیدِ عموم باز است.

### توکیو
یک مرکز تحقیقات و یک دانشکدهٔ پزشکی متعلق به واحد ۷۳۱، در منطقهٔ شینجوکو در توکیو واقع شده بود. در سال ۲۰۰۶ میلادی، «تویو ایشی» - پرستاری که در دوران جنگ در این دانشکدهٔ پزشکی کار می‌کرد - فاش ساخت که کمی پس از «تسلیم ژاپن در جنگ جهانی دوم»، در دفن اجساد قربانیان یا دفن قطعات بدن آن‌ها در زمین این دانشکده، همکاری داشته‌است. در پاسخ به این ادعا، «وزارت بهداشت ژاپن» در فوریه ۲۰۱۱ میلادی، اقدام به حفاری و جستجوی زمین آن مکان نمود. چین درخواست کرد که در صورت یافتن هرگونه بقایای انسانی، از آن نمونه‌برداری دی‌ان‌ای شود؛ اما دولت ژاپن که هرگز به‌طور رسمی، انجامِ هرگونه خشونت و عمل غیرانسانی توسط واحد ۷۳۱ را نپذیرفته‌است؛ این درخواست را رد کرد.

### گوانگ‌ژو

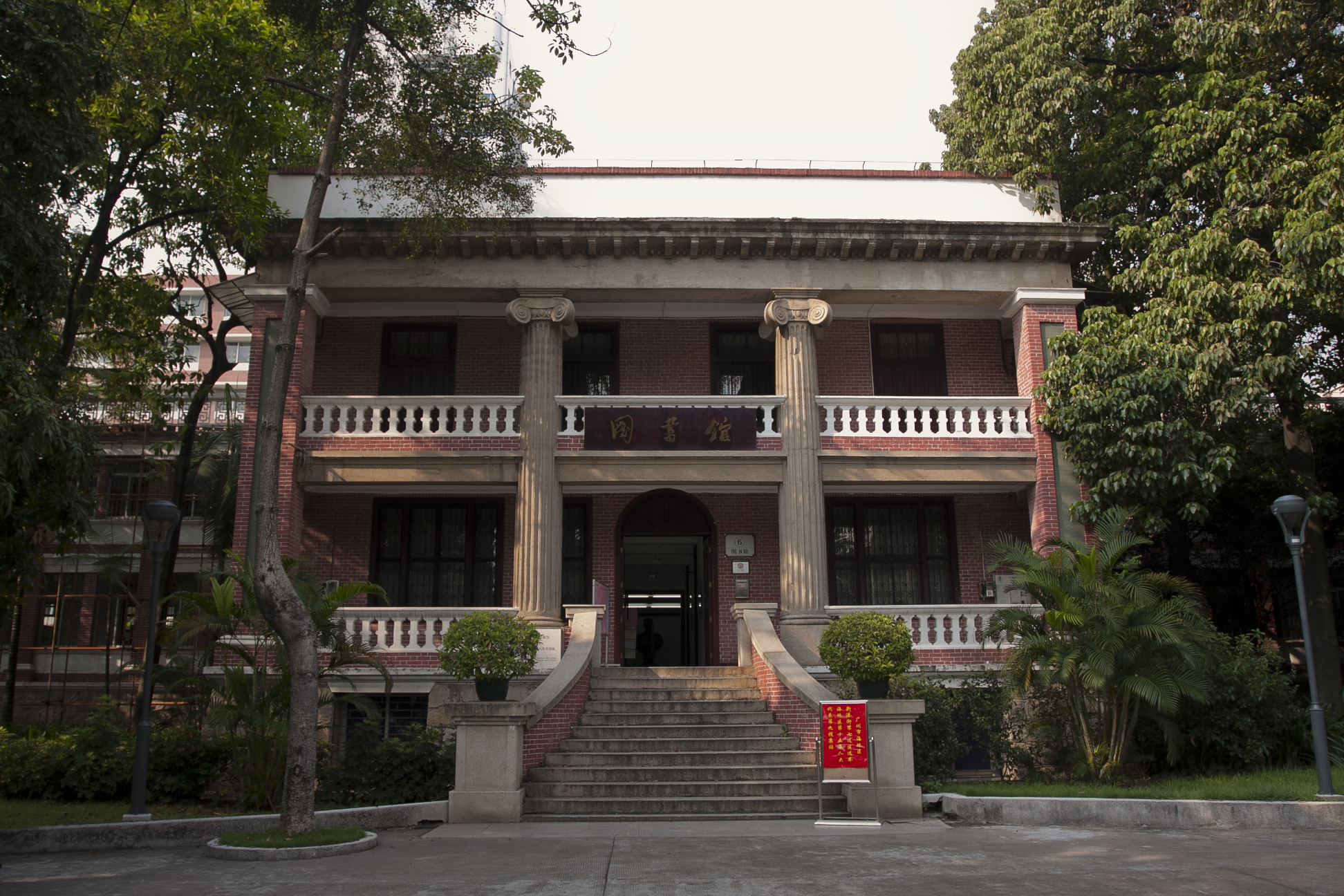
مقر اصلی واحد ۸۶۰۴ که اینک، کتابخانهٔ پردیس شمالی دانشگاه پزشکی «سون یات-سن» است.

«واحد ۸۶۰۴» که از واحدهای تابعهٔ «واحد ۷۳۱» بود و توسط «ارتش ژاپن در جنوب چین» اداره می‌شد؛ در گوانگ‌ژو قرار داشت. آزمایش‌های انسانی این مرکز مشتمل بر محرومیت اسرا از آب و غذا و بررسی تیفوس منتقله با آب بود. بر اساس اعتراف‌های صورت‌گرفته پس از جنگ، این مرکز، مکانِ اصلیِ پرورشِ موش صحرایی برای واحدهای پزشکی بود که از آن برای آزمایش‌های تجربی در انتقال «طاعون خیارکی» استفاده می‌شد.

### واحدهای تابعه
واحد ۷۳۱، بخشی از «دایرهٔ پیشگیری بیماری‌های اپیدمیک و تصفیهٔ آب» بود که به‌طور معمول، با تأمین آب و بیماری‌های مسری سر و کار داشت.

## تسلیم شدن و مصونیت قضایی

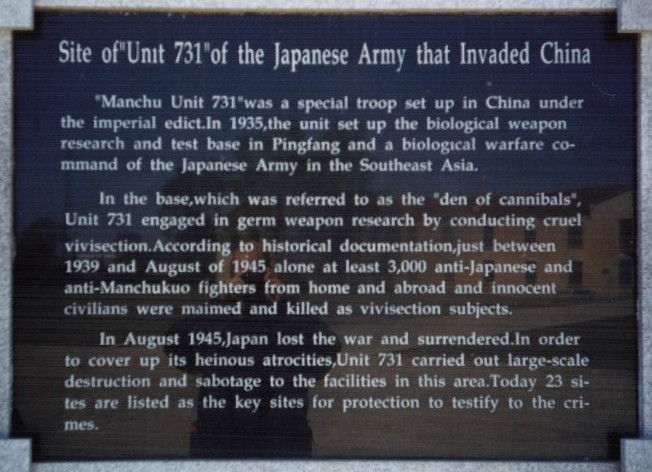
تابلوی اطلاع‌رسانی در مکان امروزی «واحد ۷۳۱»

آزمایش‌های و تحقیقات این مرکز تا پایان جنگ ادامه داشت. ایشی از ماه مه ۱۹۴۴ میلادی بر آن بود تا سلاح‌های میکروبی‌اش را جنگ اقیانوس آرام بکار برد؛ اما درخواست او بارها با بی‌اعتنایی رد شد.

### از بین بردن شواهد
با ورودِ ارتش سرخ اتحاد جماهیر سوسیالیستی شوروی در سال ۱۹۴۵ میلادی، واحد نظامی ۷۳۱ با عجله، مکان را ترک و پرسنل و خانواده‌هایشان به ژاپن فرار کردند. ایشی به تمامی افراد و کارکنان دستور داد «راز را با خود به گور ببرند» و تهدید کرد که اگر چیزی بگویند، به سراغشان خواهند آمد و آن‌ها را از پرداختن به هرگونه شغل یا امور عام‌المنفعه در ژاپن منع کرد. تعدادی ویال پتاسیوم سیانید نیز در اختیار کارکنان قرار داده بودند تا در صورت اسارت، از آن [برای خودکشی] استفاده کنند.
تعداد اندکی از کارکنان باقی‌مانده در محل، در روزهای آخر جنگ، ساختمان‌ها را منفجر کردند تا شواهد فعالیت‌هایشان در آن مرکز از بین برود؛ اما بیشترِ این مجتمع‌های ساختمانی آنچنان محکم و خوب ساخته شده بود که تقریباً به‌طور کامل، سالم باقی ماند.

### اعطای مصونیت قضایی توسط آمریکا
در میان اشخاصی که پس از تسلیم ژاپن در سال ۱۹۴۵ میلادی در آن کشور بودند، سرهنگ‌دوم «مورِی سندرز» بود که با ناو آمریکایی «اِستِرجـِس» به آنجا آمده بود و میکروب‌شناسی مشهور و عضو «مرکز تسلیحات میکروبی ارتش آمریکا» بود. مأموریت او، تحقیق دربارهٔ فعالیت‌های تسلیحاتی بیولوژیک ژاپن بود. وقتی او به ژاپن آمد هیچ‌گونه اطلاعی از واحد ۷۳۱ نداشت. سندرز ژاپنی‌ها را تهدید کرد که در صورتِ عدم همکاری و افشایِ اطلاعات مربوط به تسلیحات بیولوژیک‌شان، پای روس‌ها را به ماجرا باز خواهد کرد. ژاپنی‌ها از این موضوع واهمه داشتند و نمی‌خواستند سیستم قضایی روسیه درگیر ماجرا شود. فردای آن روز، سندرز جزوه‌ای را دریافت کرد که در آن به فعالیت‌های بیولوژیک ژاپن اشاره شده بود. سندرز این اطلاعات را نزدِ ارتشبد داگلاس مک‌آرتور برد که فرمانده نیروهای ائتلافی و مسئول بازسازی ژاپن در دوران اشغال آن توسط متفقین بود. او در خفا با جاسوسان ژاپنی بر سر معامله‌ای به توافق رسید: در ازای افشایِ جزئیات تحقیقات و آزمایش‌های انجام شده روی انسان به آمریکا (و نه دیگر نیروهای متفقین)، به فرمانده واحد ۷۳۱ و پزشکان و محققان آن، توسط آمریکا مصونیت قضایی داده می‌شد. مسئولان آمریکایی به دقت فعالیت‌های پرسنل «واحد ۷۳۱» را زیر نظر داشتند و حتی نامه‌های آنان را می‌خوانند و سانسور می‌کردند. آمریکایی‌ها معتقد بودند که این اطلاعات ارزشمند است و به‌هیچ وجه مایل نبودند به دست سایر کشورها، به‌ویژه اتحاد جماهیر سوسیالیستی شوروی، بیفتد.
بدین ترتیب در «دادگاه جنایات جنگی توکیو»، تنها یک مورد از آزمایش‌های ژاپنی‌ها، آن هم تزریق «سرم سمی» به یک شهروند چینی مطرح شد، که تازه این مورد هم، بنا به تحریک و تلاش‌های «دیوید ساتون»، دستیار دادستان چین انجام پذیرفت. وکلای مدافع ژاپنی‌ها گفتند این ادعا، مبهم و تأیید نشده‌است و بدین ترتیب به دستور رئیس دادگاه نظامی، «ویلیام وِب»، به‌دلیل فقدان مدرک کافی، از دستورِ کارِ دادگاه خارج شد. این موضوع دیگر توسط دیوید ساتون که احتمالاً از فعالیت‌های واحد ۷۳۱ بی‌خبر بوده، پیگیری نشد. عقیده بر آن است که اشارهٔ او به این واحد نظامی در جریان دادگاه نیز، تصادفی بوده‌است.

### دادرسی‌های مجزا در شوروی
با آنکه اتحاد جماهیر سوسیالیستی شوروی در محافل عمومی دربارهٔ «دادگاه جنایات جنگی توکیو» سکوت کرده بود، اما ۱۲ فرمانده ارشد و دانشمند ژاپنی را که خودشان در «واحد ۱۶۴۴» در نانجینگ و «واحد ۱۰۰» در چانگچون دستگیر کرده بودند؛ در «دادگاه جنایات جنگی خاباروفسک» محاکمه کردند. از افرادی که در اینجا به دلیل جنایات جنگی و از جمله سلاح‌های میکروبی محاکمه شدند می‌توان به ارتشبد «اُتوزو یامادا»، فرماندهٔ ارتش یک میلیونی نفری ارتش کوانتونگ در منچوری اشاره کرد. این محاکمه در شهر خاباروفسک و در دسامبر ۱۹۴۹ انجام گرفت و یک متنِ ناکامل اما طولانی از مکالمات دادگاه، توسط نشریات خارجی‌زبان مسکو در سال آینده و به زبان‌های گوناگون، ازجمله انگلیسی منتشر شد. دادستان اول شوروی در این دادگاه «لو اِسمیرنُف» بود که در عین‌حال یکی از دادستان‌های ارشد دادگاه نورنبرگ هم بود. این دادگاه، فرمانده «واحد ۷۳۱» و پزشکان آن را هم بین ۲ تا ۲۵ سال به کار اجباری در اردوگاه‌های کار و اصلاح در سیبری محکوم کرد. ایالات متحده آمریکا این دادگاه را به رسمیت نشناخت و آن را «پروپاگاندای کمونیست‌ها» نامید.
پس از جنگ جهانی دوم، اتحاد جماهیر سوسیالیستی شوروی با استفاده از مدارک بدست‌آمده از «واحد ۷۳۱» در منچوری، یک مرکز تسلیحات بیولوژیک در شهر «سوردلوفسک» (یکاترینبورگ فعلی) تأسیس کرد.

## پس از جنگ جهانی دوم
همان‌طور که پیش‌تر اشاره شد، مسئولان آمریکایی به پرسنل واحد ۷۳۱ مصونیت قضایی داده و آن‌ها را آزاد گذاشتند. یکی از درجه‌داران «واحد ۱۶۴۴»، «ماسامی کیتائوکا»، از سال ۱۹۴۷ تا ۱۹۵۶ میلادی، در حین کار برای «مؤسسهٔ ملی علوم بهداشتی ژاپن» به آزمایش‌های اجباری بر روی ژاپنی‌ها ادامه داد. او زندانیان ژاپنی را با «ریکتزیا» و بیماران روانپزشکی را به «تیفوس» آلوده می‌کرد.

### بحث‌ها و پوشش رسانه‌ای در ژاپن پس از اشغال
مجادلات مربوط به «واحد ۷۳۱» در ژاپن در دههٔ ۱۹۵۰ میلادی و پس از پایان حضورِ آمریکا در خاک آن کشور آغاز شد. در سال ۱۹۵۲، آزمایش‌های انسانی انجام‌یافته در «بیمارستان کودکان شهرناگویا» را که منجر به یک مورد مرگ شد، به‌طور آشکار به اعضاء پیشین «واحد ۷۳۱» نسبت دادند. در سال‌های بعدی، روزنامه‌نگاران بدگمان شدند که قتل‌هایی را که دولتِ ژاپن به گردنِ «سادامیچی هیراساوا» انداخت، در واقع توسطِ پرسنل «واحد ۷۳۱» انجام شده بود. در سال ۱۹۵۸، نویسنده ژاپنی «شوساکو اِندو» کتابی با نام «دریا و شرنگ» دربارهٔ آزمایش‌های پزشکی بر روی انسان منتشر کرد که گمان می‌رود بر پایه رویدادهای واقعی نوشته شده باشد.
نویسندهٔ دیگری به نام «سه‌ایچی موریمورا» کتاب‌های «شکم‌بارگی ابلیس» (۱۹۸۱) و «دنبالهٔ شکم‌بارگی ابلیس» (۱۹۸۳) را منتشر کرد که مقصود اصلی آن‌ها، افشای عملیات «واحد ۷۳۱» بود؛ اما به خطا، این واحد را با «واحد ۱۰۰» اشتباه گرفت و عکس‌های غیرمرتبطی هم با واحد ۷۳۱ در آن‌ها چاپ کرد که سبب شد، صحت و دقتِ مفاد کتابش زیر سؤال برود. همچنین در سال ۱۹۸۱ میلادی، نخستین اعتراف مستقیم دربارهٔ زنده‌شکافی انسان در چین، توسط جراح ارتش ژاپن «کِن یوآسا» انجام گرفت. پس از آن، اعترافات مبسوط فراوانی در میان ژاپنی‌ها پدیدار گشته‌است. فیلم مستند «عفریته‌های ژاپنی» در سال ۲۰۰۱ میلادی، به مصاحبه با ۱۴ پرسنل واحد ۷۳۱ می‌پردازد که توسط نیروهای چینی دستگیر شده و بعدها آزاد شدند.

### واکنش‌های رسمی دولتی در ژاپن
در پایان حضور متفقین در ژاپن، دولت این کشور، بارها بخاطر خطِ مشیِ پیش‌ازجنگِ خود، عذرخواهی کرده‌است؛ اما عذرخواهی‌های اَخص و پرداختِ غرامت، باید بر پایهٔ تعیین و پذیرش وقوع جرم توسط هر دو طرفِ درگیر بوده و مدارک مستدل کافی نیز در دست باشد. دربارهٔ اعمال «واحد ۷۳۱»، یک مشکل عمده وجود داشت و آن هم این بود که برخلاف «آزمایش‌های انسانی رژیم نازی» که توسط ایالات متحده آمریکا محکوم شد، افکار عمومی، با فعالیت‌های این واحد تنها به‌واسطهٔ اعترافات پراکنده و داوطلبانهٔ برخی کارمندان پیشین واحد ۷۳۱ آشنا شده‌اند و این‌گونه اعترافات از لحاظ حقوقی، بدرد تعیین غرامت نمی‌خورد. مدارک قوی و مستند فعالیت‌های این واحد نظامی، به‌طور پنهانی به‌دست آمریکایی افتاد و طبیعتاً نه آمریکا و نه ژاپن حاضر نیستند که این موضوع را بپذیرند.
کتاب‌های درسی تاریخ در ژاپن، معمولاً اشاراتی به «واحد ۷۳۱» دارند؛ اما به همان دلایل یادشده، به شرح ادعاهای مطرح دربارهٔ اعمال آن نمی‌پردازند. مورخ ژاپنی «سابورو ئیه‌ناگا»، در کتاب «تاریخ نوین ژاپن»، بر پایه اعترافات افسران ژاپنی، شرح دقیقی از کارهای آن‌ها داده‌است. «وزارت آموزش و پرورش» با این استدلال که اعترافات انجام‌شده مکفی نیست، تلاش داشت تا بخش‌های مذکور را پیش از تدریس در مدارس، از کتاب حذف کند. «دادگاه عالی ژاپن» حکم داد که اعترافات صورت‌پذیرفته مکفی است و اقدام به حذف آن، ناقضِ آزادی بیان است.
در سال ۱۹۹۷ میلادی، وکیل بین‌المللی، «کونن تسوچیا» یک دادخواستِ «دادخواهی سنخی» علیه دولت ژاپن تنظیم نمود و با استناد به مدارکی که توسط پروفسور «ماکوتو یوئدا» از «دانشگاه ریکیو» ارائه شده بود، بابت اعمالِ «واحد ۷۳۱»، درخواستِ غرامت نمود. تمامی دادگاه‌های ژاپن این دادخواست را بی‌پایه و اساس قلمداد کردند. هیچ یافتهٔ روشنی مبنی بر حقیقت داشتن آزمایش‌های انسانی یافت نشد، ولی دادگاه اعلام نمود تعیینِ غرامت، باید توسط معاهده‌های بین‌المللی انجام شود و وظیفهٔ دادگاه‌های کشوری نیست.
در ماه اکتبر ۲۰۰۳، یک عضو «مجلس سفلا» از دولت ژاپن در این باره، پرس و جو نمود. نخست وزیرِ وقتِ ژاپن جونیچیرو کویزومی پاسخ داد که دولت کنونی، هیچ مدرکی از فعالیت‌های «واحد ۷۳۱» در دست ندارد، اما دولتش به اهمیت این موضوع واقف است و در صورت یافتن هرگونه مدرکی در آینده، آن را منتشر خواهد کرد.

### در خارج از ژاپن

#### کتاب‌ها
- «دریای جنگل» (به لهستانی: Leśne morze) نام رمانی است که نویسنده لهستانی «ایگور نیورلی» در سال ۱۹۶۰ منتشر نمود. این کتاب، نخستین کتابی است که در خارج از قارهٔ آسیا در این باره منتشر شده و در آن، به اعمال ددمنشانهٔ واحد ۷۳۱ اشاره شده‌است.

#### فیلم‌ها
چندین فیلم در مورد اعمال وحشیانهٔ واحد ۷۳۱ تاکنون ساخته شده‌است.
- ۱۹۸۶ - «دریا و شرنگ»؛ ژاپن؛ کارگردان کی کومای
- ۱۹۸۸ - «مردان پشت خورشید» (نام اصلی: «خورشید سیاه: ۷۳۱»)؛ چین؛ کارگردان: مو تون-فِی
- ۱۹۹۲ - «واحد ۷۳۱: آزمایشگاه شیطان»؛ چین؛ کارگردان: گادفری هو
- ۲۰۰۷ - «دو تفسیر از جهنم»؛ چین؛ تهیه‌کننده: جیمز تی. هونگ؛ مستندی دربارهٔ واحد ۷۳۱ که توسط راویان ژاپنی و چینی بیان می‌شود.[۸۰]
- ۲۰۰۸ - «حکمت دشنه»؛ روسیه؛ کارگردان: آندری ایسکانف

#### موسیقی
- ۱۹۹۴ - «کاخ تعلیم و تربیت»؛ بروس دیکینسن؛ بخشی از تک‌آهنگِ «اشک اژدها» که به شرح اعمال وحشیانهٔ واحد ۷۳۱ و مصونیت قضایی اعطا شده از سوی آمریکا به آنان می‌پردازد.
- ۲۰۰۹ - «واحد ۷۳۱»؛ گروه ترش متال آمریکایی «اسلیر»؛ ترانه‌ای از آلبوم دنیای به رنگ خون که به توصیفِ قساوت و بی‌رحمی‌های واحد ۷۳۱ می‌پردازد.
- ۲۰۱۲ - «۷۳۱»، گروه دوم متال نیوزیلندی «مث درینکر»؛ ترانه‌ای که حس ترس و وحشتِ انگیخته‌شده در واحد ۷۳۱ را القا می‌کند.
- ۲۰۱۶ - «و تو برای دانستن اسرار ما التماس خواهی کرد»؛ ترانه‌ای از انال نثرخ در آلبوم «تمامیِ قانون» که اشاره به مصونیت‌دهی آمریکا به فعالیت‌های واحد ۷۳۱ در ازای تبادل اطلاعات و تجربیات بدست‌آمده از آزمایش‌های انسانی می‌کند.

#### تلویزیون
- ۱۹۸۵ - «واحد ۷۳۱ - آیا امپراتور در جریان بود؟» یک مستند از شبکهٔ تلویزیونی «بریتیش ساوث» که در تاریخ ۱۳ اوت ۱۹۸۵ پخش شد.[۸۱]
- ۱۹۹۵ - اپیزود «۷۳۱» از مجموعهٔ تلویزیونی «پرونده‌های ایکس»؛ پرسنل پیشین واحد ۷۳۱ به‌طور پنهانی و زیر نظرِ یک نهاد دولتی آمریکا، به آزمایش‌های انسانی خود ادامه می‌دهند.
- ۲۰۰۷ - اپیزود «بگذار اینطور باشد» از مجموعهٔ تلویزیونی کانادایی «پیدایش دوباره»؛ پیگیری و ردیابی یک همه‌گیری سیاه‌زخم و مشمشه، به کشور ژاپن در جنگ جهانی دوم ختم می‌شود.
- ۲۰۱۱ - اپیزود «طبقهٔ چهلم» از مجموعهٔ تلویزیونی «انبار ۱۳»؛ با اتصال مدال «ژنرال شورو ایشی» از واحد ۷۳۱، حالت غرق‌شدگی شبیه‌سازی می‌شود.
- ۲۰۱۵ - در انیمهٔ «کانکریت رِوولوشیو» آزمایش بر روی اَبرانسان‌ها توسط ژاپنی‌ها و آمریکایی‌ها، با واحد ۷۳۱ موازنه می‌کند.
- ۲۰۱۷ - «حقیقتِ واحد ۷۳۱: دانشجویان پزشکی زبده و آزمایش‌های انسانی» یک فیلم مستند از شبکهٔ ان‌اچ‌کی است که مشتمل بر مدارک خطی، نوارهای ضبط‌شده و گفتگو با اعضای پیشین و پزشکانی است که در واحد ۷۳۱ آزمایش‌های انسانی انجام دادند.

## برای مطالعهٔ بیشتر
- Barenblatt, Daniel. A Plague Upon Humanity: The Secret Genocide of Axis Japan's Germ Warfare Operation, HarperCollins, 2004. ISBN 0-06-018625-9.
- Barnaby, Wendy. The Plague Makers: The Secret World of Biological Warfare, Frog Ltd, 1999. ISBN 1-883319-85-4, ISBN 0-7567-5698-7, ISBN 0-8264-1258-0, ISBN 0-8264-1415-X.
- Cook, Haruko Taya; Cook, Theodore F. , Japan at war: an oral history, New York: New Press: Distributed by Norton, 1992. ISBN 1-56584-014-3. Cf. Part 2, Chapter 6 on Unit 731 and Tamura Yoshio.
- Endicott, Stephen and Hagerman, Edward. The United States and Biological Warfare: Secrets from the Early Cold War and Korea, Indiana University Press, 1999. ISBN 0-253-33472-1.
- Gold, Hal. Unit 731 Testimony, Charles E Tuttle Co. , 1996. ISBN 4-900737-39-9.
- Grunden, Walter E. , Secret Weapons & World War II: Japan in the Shadow of Big Science, University Press of Kansas, 2005. ISBN 0-7006-1383-8.
- Handelman, Stephen and Alibek, Ken. Biohazard: The Chilling True Story of the Largest Covert Biological Weapons Program in the World—Told from Inside by the Man Who Ran It, Random House, 1999. ISBN 0-375-50231-9, ISBN 0-385-33496-6.
- Harris, Robert and Paxman, Jeremy. A Higher Form of Killing: The Secret History of Chemical and Biological Warfare, Random House, 2002. ISBN 0-8129-6653-8.
- Harris, Sheldon H. Factories of Death: Japanese Biological Warfare 1932–45 and the American Cover-Up, Routledge, 1994. ISBN 0-415-09105-5, ISBN 0-415-93214-9.
- Lupis, Marco. Orrori e misteri dell'Unità 731: la "fabbrica" dei batteri killer, La Repubblica, 14 aprile 2003, on line too.
- Mangold, Tom; Goldberg, Jeff, Plague wars: a true story of biological warfare, Macmillan, 2000. Cf. Chapter 3, Unit 731.
- Moreno, Jonathan D. Undue Risk: Secret State Experiments on Humans, Routledge, 2001. ISBN 0-415-92835-4.
- Nie, Jing Bao, et al.  Japan's Wartime Medical Atrocities: Comparative Inquiries in Science, History, and Ethics (2011) excerpt and text search
- Williams, Peter. Unit 731: Japan's Secret Biological Warfare in World War II, Free Press, 1989. ISBN 0-02-935301-7.